# サーフボール
サーフボールは、砂浜で行われるビーチスポーツの一種。ルールとしてはビーチフットボールとほぼ同じである。2003年に沖縄県でマキノ正幸が中心となって考案し創作したビーチスポーツで、日本サーフボール協会によればマキノのオリジナルなスポーツであるとしている。
ビーチフットボールとの違いは、2分間×4回のクォーター制であることと、グラウンドに若干の違いがある。
沖縄県宜野湾市の宜野湾トロピカルビーチを中心に、沖縄アクターズスクールの中にある日本サーフボール協会が主催し、琉球朝日放送で試合が放送されている。
試合の模様は、運営が芸能関係者ということで、試合の前後には選手などによる歌やダンスが披露され、テレビ向けにショーアップされている。
中心となるチームは、協会と同じく沖縄アクターズスクールの中にあるドリームプラネット・インターナショナル・スクールの生徒により構成されている。